# Quenya nyelv
A quenya (kiejtése [ˈkʷɛnja]) egy, J. R. R. Tolkien műveiben szereplő mesterséges nyelv, mely egyike a tündék által beszélt nyelveknek.
A regényfolyam által elmesélt magyarázat szerint a quenya nyelvet a Valinort elért nemestündék beszélték. A Noldák és Vanyák közös eldarin nevű nyelvéből alakult ki. A közös Eldarin pedig az ún. primitív quendi nyelvből fejlődött ki. A tündék három házából kettőben, a nolda és vanya házakban kissé eltérő, de alapjaiban megegyező quenya tájszólásokat beszéltek (a két dialektus neve: quenya [más néven noldorin quenya majd később, amikor követték Fëanort Ardára, száműzöttek quenyája], illetve vanyarin quenya [vagy quendya]).
A nyelvet később a valák is használták és részben egyesítették saját nyelvükkel. A valák sok elemet beemeltek saját nyelvükből a quenyába, ezekből sokat azonban inkább a vanyarin dialektusban, s nem a noldorinban találunk, valószínűleg azért, mert a valák sokkal szorosabb kapcsolatban voltak a vanyákkal, mint a noldákkal.
A tündék harmadik házában, a telereknél, akik elérték Amant és megalapították ott Alqualondë-t, egy eltérő nyelvet – a(z) (Amanya) telerint – beszélték, mely azonban igen erősen hasonlít a quenyára. Eredetileg a vanyák, a noldák és a telerek is a közös eldarint beszélték. A quenya Tirionban, a telerin pedig Tol Eresseán alakult ki, még mielőtt Alqualondéba és Valinor partjaira költöztek volna.
A telerin nyelvet néhányan a quenya dialektusának tartották. Ez az állítás nem helytálló, azonban megjegyzendő, hogy amikor a telerek végül eljutottak Valinorba, a telerin és a quenya valóban jelentősen keveredett egymással. Emellett az eredetük is közös. A két nyelv ezért nagyjából olyan közel áll egymáshoz, mint a spanyol és a portugál.
A Harmadkorra a quenya nyelv kihalt Középföldén: a legtöbb tünde sindarint beszélt, az emberek pedig legtöbben a nyugorit használták. A quenyát legfeljebb névadásnál és hivatalos írásokban használták, szertartásos nyelvvé vált, mint a latin a középkori Európában. Ezért Tolkien alkalmanként "tünde-latinnak" nevezte ezt a nyelvet.
Tolkien elképzelt világában a quenyát általában Tengwákkal írták, bár korábban a Saratit használták erre a célra. Más írásrendszert is használtak a nyelv rögzítésére: Cirth rendszert is készítettek a quenyához. A valóságban sem ritka a Tengwar, de a latin ábécé használata itt sokkal gyakoribb.
Nyelvtanát és hangtanát tekintve a quenya főleg finnugor és latin behatásokat mutat. Hangzókészlete eléggé kötött, hangzása kemény, de dallamos. Nyelvtanában érdekesen keverednek az indoeurópai és a finnugor nyelvekre jellemző jegyek (főnévi esetek, elöljárószavak, igei személy- és tárgyragok, birtokos jelek stb). Szókincse mintegy háromezer szót ölel fel, azonban mind nyelvtanában, mind az alapvető szókészletben vannak hiányosságok. Kreativitással azonban szép szövegek alkothatók a segítségével.[forrás?]

## A nyelv tolkieni története
A Szilmarilok harmadik fejezete szerint a tündék Cuiviénen-ben fejlesztették ki nyelvüket, mielőtt találkoztak volna Oromë-val:
és beszélni kezdtek és mindent elneveztek, amit megláttak. Önmagukat quendi-nek nevezték, mert csak ők tudtak beszélni; mert semmilyen olyan élőlénnyel sem találkoztak, amelyik beszélt vagy énekelt volna.
Mivel először a csillagokat pillantották meg, az "el", vagyis a csillag szó lett a tündék első szava, és Oromë Eldáknak, vagyis a csillagok népének nevezte el őket a saját nyelvükön.
Azonban idővel az Eldák változtattak nyelvükön, kedvük szerint bővítve szókincsét és eltávolítva azt a Valák beszédétől. A Valák is ezt a nyelvet vették fel, hogy a tündék jobban be tudjanak illeszkedni Valinorba.
A quenya nyelv a noldák közvetítésével került Beleriandba, (Középföldére), amikor a noldák saját akaratukból elhagyták Amant és királyságokat alapítottak Beleriandban. Birodalmaikban eleinte a quenya volt a beszélt nyelv, de mivel a noldáknak jobb volt a nyelvérzéke, és mivel a sinda kevésbé volt kifinomult, inkább a noldák tanultak meg a sindát a kommunikációhoz.

Elu Thingol, más néven Elwë, Doriath ura is sokat tett azért, hogy a quenya eltűnjön a közéletből. Mikor megtudta, hogy a noldák mit követtek el Alqualondëben (alqualondëi testvérmészárlás), rokonai hazájában, megtiltotta birodalma minden alattvalójának, hogy a quenyát beszéljék, illetve, hogy feleljenek quenya nyelven feltett kérdésekre. Innentől kezdve a quenya használata csak a nolda főurak szórakozása lett, és igen hamar a tudomány és a művészet fennkölt nyelvévé vált.
A Középfölde Harmadkorában használt quenya nyelv többnyire már csak tudományos vagy ünnepi célt szolgált, mint a mi latin nyelvünk. A quenyát ünnepi nyelvnek használták, és gyakran ezen a nyelven is írtak; a Sinda az összes tünde anyanyelve volt. Ennek ellenéra a Noldák még mindig emlékeztek a quenyára és nagyra tartották, ami abból is látszik, ahogy reagáltak Frodó köszöntésére: elen síla lúmenn' omentielvo ("Csillag ragyogja be találkozásunk óráját"). Galadriel talán az egyetlen olyan jelentős tünde Középföldén A Gyűrűk Ura eseményei alatt, aki már a bölcsőjében is hallhatta a quenyát: mivel Valinorban született a Két Fa korában, és ő volt valószínűleg a leghatalmasabb tünde, és Círdan-t leszámítva a legidősebb is akkoriban Középföldén. A Noldák (Száműzöttek) quenyája némileg eltért a Valinorban beszélt quenyától, mert a nyelv folytatta fejlődését a száműzetés után is és szabályosabb is lett, mert tudományos nyelvvé vált. A kiejtés is módosult kisebb mértékben.

## Regényen kívüli fejlődés
Tolkien a lehető legszebb nyelv létrehozásával kísérletezett. Ez a késztetés motiválta őt Középfölde megalkotásában. Ahogy a nyelv fejlődött, beszélőkre lett szükség, a nyelv beszélőinek történelmet kellett kitalálni és háborúkhoz és migrációhoz hasonló eseményeknek kellett történnie, hogy teljes legyen a mesterséges nyelv, és ezekből a gondolatokból született meg Középfölde.
Tolkien 1915 körül kezdte megalkotni a quenya nyelvet, (a nyelv nevének helyesírása ekkor még "qenya" volt, a "quenya" szóalak az 1940-es években jelent meg először) amikor az exeteri egyetemen tanult. Ekkor már több, ősi germán nyelvet ismert, többek között a gót nyelvet, az óészaki nyelvet és az óangol nyelvet, és hozzákezdett a finn nyelv elsajátításához a Kalevala olvasásának hatására. Ez utóbbi felfedezése, saját szavaival élve, "teljes mértékben elbódította".
Tolkient nagyon érdekelték a lengendák és a mondák, ezért külföldi nyelveket tanulmányozott a mondák eredeti nyelven való elolvasásához. Többek között finnül tanult, hogy el tudja olvasni a Kalevalát, a finn nemzeti eposzt.
A tolkieni történeteken kívül a quenya nyelvtanra hatással volt a finn, ami agglutináló nyelv, akárcsak a magyar; nyelvtanára hatott a latin és a görög. A fonológiája a finn nyelven alapul, és kisebb mértékben hatott rá a latin, olasz és a spanyol. A finnugor nyelveket nem ismerők számára furcsa lehet, hogy a szótagok nem kezdődhetnek, de nem is végződhetnek mássalhangzó-torlódással (kivéve a duális datívusz végződést, az "-nt"-t); A finn hatás a szókincsre is kiterjed: néhány szó, mint például a tule "jön" és az anna "ad", finn eredetű. Egyes szavakban latin (e.g. aure, "hajnal"), és germán hatás érvényesül (például Arda, a világ quenya neve).
Egyes külföldi nyelvet beszélők között a legfurcsábbnak talált jellemzője a quenyának, hogy rendkívül agglutináló, ami azt jelenti, hogy a mondatokban a grammatikai viszonyokat toldalékok ragasztásával fejezik ki.
Tolkien sosem fejezte be a kísérletezgetést kitalált nyelveivel, és jelentős változtatásokat hajtott végre a quenya nyelvtanán és szókincsén, így a nyelvből több, nagy eltéréseket mutató változat jött létre fejlődése során: az 1930-as évek qenya nyelve, amelyik változatban az "A Secret Vice" (Titkos bűn) című esszé versei íródtak, nagymértékben különböznek az A Gyűrűk Urából és a A szilmarilokból ismert változattól. A quenya nyelv mindig Tolkien érdeklődédének középpontjában állt, és a nyelv fejlődése egészen alkotójának 1973-ban bekövetkezett haláláig folytatódott, szemben a sindarin nyelvével, ami csak néhány alapvető változáson ment keresztül.
A Vinyar Tengwar és a Parma Eldalamberon című kiadványok azért jöttek létre, hogy szerkesszék és kiadják Tolkien nyelvészeti munkáit.
Tolkien korai írásaiban (ld.: Középfölde történelme), a nyelvet qenya nyelvnek nevezi, habár a kiejtés ugyanúgy kvenya. Számtalan nyelvtani és szókincsbeli átnézésen ment keresztül, mielőtt elnyerte volna azt a formát, amit A gyűrűk urában láthatunk, és sokat változott A szilmarilok befejezéséig. A qenya kifejezést a régi qenya és az új quenya közötti különbség kifejezésére használjuk. Azonban a quenya változékony természete miatt az efféle megkülönböztetés nagyon vitatott.
A quenya nyelvet arra használják a rajongók, hogy Tolkien nyomán tünde nyelvű verseket, szövegeket, kifejezéseket és neveket találjanak ki, és gyakran neo-quenyának hívják, a nyelvészek pedig Quenya Vinyakarmë-nak nevezik (vö. "neologizmus"). Mivel Tolkien ötletei gyakran változtak, minden kísérlet a nyelv tényleges használatára rengeteg kérdést vet fel.
2001-ben jelent meg a mozikban A Gyűrűk Ura filmtrilógia első része. A quenya ebből eredő megnövekedett népszerűsége egy Onion cikkhez vezetett, a "Don't Come Crying to Me when You Need Someone who Speaks Elvish"-hez. (Ne nekem sírj, ha valakivel tünde nyelven akarsz beszélni)

## Tengwar
A quenya nyelv írásrendszere a Tengwar. Fëanor fejlesztette ki még Valinorban, azonban olyan népszerű lett, hogy szinte minden nyelv Tengwar-t használt (szürketündék, emberek, még Sauron is az Egy Gyűrűn), gyakorlatilag csak a törpök használtak rúnákat helyette.

## Hangtan

### Magánhangzók
|        | Magas | Magas  | Középső | Középső | Mély  | Mély |
| hosszú | rövid | hosszú | rövid   | hosszú  | rövid |      |
| ------ | ----- | ------ | ------- | ------- | ----- | ---- |
| Zárt   | iː    | ɪ      |         |         | uː    | u    |
| Közép  | eː    | ɛ      |         |         | oː    | ɔ    |
| Nyílt  |       |        | ɑː      | a       |       |      |

### Kettőshangzók
|       | Hangrend | Hangrend |
| Magas | Mély     |          |
| ----- | -------- | -------- |
| i     |          | iu       |
| e     |          | eu       |
| a     | ai       | au       |
| o     | oi       |          |
| u     | ui       |          |

Eredetileg az összes kettőshangzó ereszkedő jellegű volt, de a Harmadkorra az /iu/ emelkedő jelleget öltött, az angol yule [juːɫ] szó kezdetéhez hasonlóan.

### Mássalhangzók
|              |           | ajakhang | foghang | foghang  | palatális | veláris | veláris | gégehang |
| orális       | labiális  | ajakhang | orális  | labiális | palatális |         |         | gégehang |
| ------------ | --------- | -------- | ------- | -------- | --------- | ------- | ------- | -------- |
| Nazális      | Nazális   | m        | n       | nʷ²      | ɲ4        | ŋ7      | ŋʷ12    |          |
| Zárhang      | Zárhang   | p b      | t d     |          | c³        | k8 g    | kʷ11    |          |
| Réshang      | Réshang   | f v1     | s       |          | ç6        | x9      |         | h        |
| Pergőhang    | Pergőhang |          | r       |          |           |         |         |          |
| Szemivokális | laterális |          | l       |          | ʎ5        |         | ʍ13 w   |          |
| Szemivokális | centrális |          |         |          | j10       |         |         |          |

1. szó végén <f>-ként írjuk vagy szó végi /n/ előtt.
2. <nw>-ként írjuk
3. <ty>-ként írjuk
4. <ny>-ként írjuk
5. <ly>-ként írjuk
6. <h> vagy <hy>-ként írjuk
7. <ng> vagy <ñ>-ként írjuk
8. <c>-ként írjuk
9. <h>-ként írjuk
10. <y>-ként írjuk
11. <qu>-ként írjuk
12. <ngw> vagy <ñw>-ként írjuk
13. <hw>-ként írjuk

Az /f/ hangot [v] hangnak ejtjük a szavak végén vagy /n/ hang előtt.
/h/ eleinte [x] volt minden helyzetben, de később [h] hanggá módosult szókezdő helyzetben. Intervokális (két magánhangzó közötti) helyzetben [x] hang maradt, mint az aha [axa] ('düh') szóban, és mély (veláris) hangok, /a, o, u/, illetve /t/ között, mint az ohtar [oxtar] ('harcos') szóban. Magas (palatális) magánhangzók /e, i/ és /t/ között a /h/ palatalizálódik, [ç] lesz belőle, mint a nehta [neçta] ('kopjafej') szóban.
A hy kiejtése, amit eredetileg egy betűként volt jelölve, [h] hangra redukálódott a Harmadkorban, ezért /h/ és /j/ betűcsoportot használjuk a[ç] kifejezésére.
Tolkien ng és a ñ hangok között vacillált a quenya veláris nazális írásában, de azt mondják, hogy az utóbbit kedvelte, és inkább azt használta késői munkájában egészen haláláig. A Harmadkorban a szóeleji [ŋ] [n] hanggá fejlődött.

### A latinbetűs átírás magyarázata
A quenya nyelvű szövegeket latin betűkkel írta Tolkien A gyűrűk urában, hiszen az olvasók nem ismerik a Tengwar-t (csak az "E" függelék tartalmazza a tündeírást), viszont sok esetben nehéz az átírás alapján eldönteni, hogy melyik hangot hogyan kell ejteni. Ezért Tolkien a már említett "E" függelékben elmagyarázta, hogyan olvassuk a latinbetűs quenyát.
A következő lista a latin betűkkel írt quenya hangokat ismerteti a teljesség igényével.

#### Mássalhangzók
- C – minden esetben "k" hangot jelöl (például celeb ["ezüst"] = keleb)
- F – "f" hang, de szó végén "v" hangot jelöl
- G – a magyar "g" hang
- H – a magyar "h" hangot jelöli, de a ht a német echt, acht szavak "cht" hangját jelöli.
- L – a magyar "l" hangot jelöli, de "e" vagy "i" és egy mássalhangzó előtt palatalizálódott. Az utóbbi, palatalizálódott "l"-t Tolkien "lh"-val jelölte
- NG – az ng az "ing" szóból, de szó végén csak az ing szó n-jét ejtették. A szó eleji n-t is így ejtették szó elején. (például noldo)
- QU – a latin "aqua" szó qu-ja
- R – minden fonetikai helyzetben pergetett "r". HR: zöngétlen "r"
- S – "sz" hang
- TH – az angol thin th-ja
- TY – "ty" hang, mint a tyúk szóban
- V – magyar "v" hang, de szó végi helyzetben nem így írjuk.
- W – angol were w-je. HW: zöngétlen "w".
- Y – magyar "j" hang. HY: zöngétlen j (például angol "hew")

Más, csak a sindarin nyelv átírásában használt digráfok:
- CH – a pech szóban, vagy a Bach névben található hangot jelöli
- DH – az angol that szó th hangját jelöli
- PH – a magyar "f". a.: szó végi "f" jelölése (például: alph ["hattyú"]) b.: ha az f-hang p-ből származik c.: egyes szavak közepén; ilyenkor hosszú "f"-et ejtünk (például ephel ["kerítés"])

#### Magánhangzók
- I – magyar, magas hangrendű "i"
- E – magyar, zárt "e"
- A – a magyar "á" rövid időtartamú változata
- O – magyar "o"
- U – magyar "u"
- É – magyar "é"
- Ó – magyar "ó"
- UI – "uj"
- OI – "oi"
- AI – "áj", de az "á" rövid időtartamú benne (viszont nem "a")
- IU – "ju"
- EU – "eu", egy szótagként ejtve (tehát az "u" csupán félhang)
- AU – "au", egy szótagként ejtve

Megjegyzés: Az ä, ë, ö (Eönwë, Eärendil) betűk nem különböznek az a, e, o betűktől. Ezeket használja az angol szó végi helyzetben (Manwë, Voromë), továbbá magánhangzó-kombinációk jelölésére, ha azok nem diftonignusok (Fëanor, Eärendil, Eönwë, hroä; de: Sauron, laita, iarwain)

## Hangsúly
A hangsúlyt a quenya nem jelöli, mert az a szó formájától függ.
- Kétszótagos szavaknál az első szótagra esik a hangsúly.
- Kétszótagosnál hosszabb szavaknál az utolsó előtti szótagra esik a hangsúly, ha az utolsó szótag hosszú magánhangzót, diftongust, vagy olyan magánhangzót tartalmaz, amit legalább kettő mássalhangzó követ. (Ebben az esetben az utolsó előtti szótag gyakorlatilag verstanilag hosszú szótag)
- Ha a két szótagnál hosszabb szó utolsó előtti szótagja olyan magánhangzót tartalmaz, amit csak egy, vagy egy mássalhangzó sem követ, hátulról a harmadik szótagra esik a hangsúly.

Példák: elentÁri, silIvren, Orome, ancAlima

## Nyelvtan

### Névelők
A határozott névelő minden esetben i. Pl.: i alda, a fa; i eleni, a csillagok. Határozott névelőt használunk alanyi utalószó és egyes névmások esetében is.. Ex.: i quena, az, aki beszél; i quenar, azok, akik beszélnek; antan i quena, egy férfi, aki beszél. A quenyának nincs határozatlan névelője. Névelő nélkül a főnév határozatlannak tekinthető. Ex.: alda, egy fa; eleni, csillagok.

### Főnevek
A többes szám jele -i vagy -r. -i mássalhangzóra végződő szó többes száma, illetve a szó végi -e helyén jelzi a többes számot. Pl.: alda(fa), aldar; elen(csillag), eleni.
A kettes számot -t-vel, vagy "d" és "t" esetén -u-val jelöljük. Pl.: aldu, két fa; ciryat, két hajó. A kettes szám megszűnt a Harmadkorra és már csak olyan főneveknél maradt nyoma, amelyeket mindig kettes számban használunk. Pl.:hendu, (két) szem; rancot, (két) kar. A quenyában nincsenek nyelvtani nemek.
A főnévragozásnak tíz esete van (néhány bizonytalan jelentőségű rövid változat). Négy alapeset van: Alanyeset, Tárgyeset, Birtokos eset, és eszközeset; a három határozói eset: allatívusz (amelynek a Részes eset a rövid alakja), Locativus (szintén rendelkezik rövid alakkal, de szerepe tisztázatlan), és határozóeset; és egy melléknévi eset.
Alapesetek:
- Az alanyeset főleg a mondat alanyának megjelölésére szolgál. A beszélt quenyában tárgyeseti szerepe is lehet (lásd lejjebb). Ezt kell használni néhány prepozíció esetén is.
- A tárgyeset az állítmány közvetlen tárgyát jelöli meg. Nem használják a beszélt quenyában, mert beleolvadt az alanyesetbe, de az írott quenyában még különálló eset.
- A birtokos esetet az eredet megjelölésére szolgál (például Szauronnak a Gyűrűje). Használata néha egybeesik a határozóesettel, és néha a birtokosjelzői esettel
- Az eszközeset a főnevet egy eszközként jelöli meg.

Határozói esetek:
- Az allativus a főnév irányába történő mozgást fejezi ki.
- A részes eset a mondat részeshatározóját jelöli.
- A locativus azt fejezi ki, ha valami a főnév helyén.
- A határozóeset a főnévtől távolodó mozgást fejezi ki.

Melléknévi eset:
- A melléknévi eset minőséget ír le. Kifejezhet birtokot vagy birtoklást is. Ezért használata gyakran egybeesik a birtokos esettel.

A főnévnek négyféle száma van: az egyes szám, az általános többes szám, és a "partitív többes", ami azt fejezi ki, hogy a főnév egy nagy mennyiség része. Ezenkívül a kettes szám is létezik a quenyában.
Toldalékkal is fejezhetünk ki mennyiséget (-li). Ez a toldalék az eset vége elé kerül, aminek így többes számban kell lennie. Ha az eset i-vel végződik, a toldalék megnyúlik. Pl.: aldalisse, sok fában; antallion, sok embernek (a vmije); lasselínen, sok levéllel

#### Főnevek deklinációja
A késő quenya főnév deklináció az ún. "Plotz Deklináció"-ban található. Ezt a deklinációt Tolkien küldte levélben Dick Plotz-nak 1967-ben. Kettő "klasszikus" quenya, magánhangzóra végződő tövű főnév deklinációját mutatja meg a levél: cirya "hajó" és lassë "levél", négy számban: egyes szám, tsz. 1, tsz. 2, és kettes. A tsz. 2 alakjai az általános többesnek felelnek meg, a tsz. 2 a késő quenya partitív többes számnak felelnek meg. A deklinációnak öt fő esete van, amelyek három csoportot alkotnak. Tolkien a-val, b-vel, és c-vel jelölte ezeket. Ezekből Tolkien csak az a)-t nevezte el: alapesetek: alapeset, tárgyeset, birtokos eset, és eszközeset; és a b)-t, a határozói eseteket: allativus, locativus, és határozóeset. Az allativusnak és a locativusnak rövid formája is van (kivéve a kettes locativust), ebből a rövid allativus forma a késő quenya részes esetnek feleltethető meg. A harmadik csoport, c, csak egy tagot számlál (az is csak egyes számban és tsz. 2-ben létezik), amelyik az 1960-as "Quendi and Eldar" esszében leírt melléknévi esetnek feleltethető meg.
A lenti főnévi deklinációk a Plotz Deklináció alakjainak módosított változata, így a beszélt quenya alakjait tükrözik (Tolkien, a "klasszikus" és a beszélt quenya közti különbségről készített saját leírásának megfelelően; a leírás a Plotz Deklinációval együtt járt). A megadott meldo "barát", elen "csillag", és nat "dolog" deklinációi a többi tővégződési típus feltételezett formái.
| Egyes           | cirya    | lassë    | meldo    | elen     | nat     |
| Alanyeset       | cirya    | lassë    | meldo    | elen     | nat     |
| Tárgyeset       | cirya    | lassë    | meldo    | elen     | nat     |
| Birtokos eset   | ciryo    | lassëo   | meldo    | eleno    | nato    |
| Eszközeset      | ciryanen | lassenen | meldonen | elennen  | natenen |
| Allativus       | ciryanna | lassenna | meldonna | elenenna | natenna |
| Részes eset     | ciryan   | lassen   | meldon   | elenen   | naten   |
| Locativus       | ciryassë | lassessë | meldossë | elenessë | natessë |
| Rövid locativus | ciryas   | lasses   | meldos   | elenes   | nates   |
| Határozóeset    | ciryallo | lassello | meldollo | elenello | natello |
| Melléknévi eset | ciryava  | lasseva  | meldova  | elenwa   | nateva  |

| Többes          | cirya     | lassë     | meldo     | elen      | nat      |
| Alanyeset       | ciryar    | lassi     | meldor    | eleni     | nati     |
| Tárgyeset       | ciryar    | lassi     | meldor    | eleni     | nati     |
| Birtokos eset   | ciryaron  | lassion   | meldoron  | elenion   | nation   |
| Eszközeset      | ciryainen | lassínen  | meldoinen | eleninen  | natinen  |
| Allativus       | ciryannar | lassennar | meldonnar | eleninnar | natinnar |
| Részes eset     | ciryain   | lassin    | meldoin   | elenin    | natin    |
| Locativus       | ciryassen | lassessen | meldossen | elenissen | natissen |
| Rövid locativus | ciryais   | lassis    | meldois   | elenis    | natis    |
| Határozóeset    | ciryallon | lassellon | meldollon | elenillon | natillon |

| Partitív többes | cirya         | lassë         | meldo         | elen          | nat          |
| Alanyeset       | ciryali       | lasseli       | meldoli       | eleneli       | nateli       |
| Tárgyeset       | ciryali       | lasseli       | meldoli       | eleneli       | nateli       |
| Birtokos eset   | ciryalion     | lasselion     | meldolion     | elenelion     | natelion     |
| Eszközeset      | ciryalínen    | lasselínen    | meldolínen    | elenelínen    | natelínen    |
| Allativus       | ciryalinna(r) | lasselinna(r) | meldolinna(r) | elenelinna(r) | natelinna(r) |
| Részes eset     | ciryalin      | lasselin      | meldolin      | elenelin      | natelin      |
| Locativus       | ciryalisse(n) | lasselisse(n) | meldolisse(n) | elenelisse(n) | natelisse(n) |
| Rövid locativus | ciryalis      | lasselis      | meldolis      | elenelis      | natelis      |
| Határozóeset    | ciryalillo(n) | lasselillo(n) | meldolillo    | elenelillo    | natelillo    |
| Melléknévi eset | ciryalíva     | lasselíva     | meldolíva     | elenelíva     | natelíva     |

| Kettes        | cirya     | lassë     | meldo    | elen      | nat     |
| Alanyeset     | ciryat    | lasset    | meldu    | elenet    | natu    |
| Tárgyeset     | ciryat    | lasset    | meldu    | elenet    | natu    |
| Birtokos eset | ciryato   | lasseto   | melduo   | eleneto   | natuo   |
| Eszközeset    | ciryanten | lassenten | meldunen | elenenten | natunen |
| Allativus     | ciryanta  | lassenta  | meldunna | elenenta  | natunna |
| Részes eset   | ciryant   | lassent   | meldun   | elenent   | natun   |
| Locativus     | ciryatsë  | lassetsë  | meldussë | elenetsë  | natussë |
| Határozóeset  | ciryalto  | lasselto  | meldullo | elenelto  | natullo |

### Melléknevek
A melléknév a jelzett főnév előtt áll és számban egyeztetni kell.
Ugyanúgy tesszük többes számba, mint a főnevet, de az -a vég -e-re, az -ea vég -ie-re változik.Pl.: mílie antani, néhány mohó ember; orne cánot, két sietős parancsnok.
A középfokot a la (több) szóval fejezzük ki. Pl.: Nante melce la ni. Erősebbek nálam.
A felsőfokot a an(a)- (leg-) prefixummal képezzük. Pl.: Nalme anorne, Mi vagyunk a legsietősebbek.

### Számnevek
A tőszámok a míne, atta, nelde, canta, lempe, enque, otso, tolto, nerte, cainen, minque, rasto….tucsa, "száz"(144)…menca, "ezer"(1728). A quenya számrendszere a tizenkettes számrendszer. A tündék a kisebb helyiértékű számokat írták előre (pont fordítva, mint mi).Pl.: míne rasto(13)…attarasto(24), míne attarasto(25)...míne attarasto otsotucsa(1+2*12+7*144=1033)
A sorszámneveket -ea-val képezzük (az utolsó hang kiesik, vagy a cainen esetében az -en). Pl.: lempea, ötödik; cainea, tizedik. Az ötnél kisebb számoknál a -ya gyakrabban fordul elő. Pl.:minya, első; tatya, második; nelya, harmadik.
Néhány törtszámnév: pére, fél; ilúve, egész (de az összes is – ld. Ilúvatar).

### Igék
Két fő típusa van az igéknek a quenyában: alap (vagy elsődleges) igék, ezek az alapigei tőből származnak, mint a tirë (tiri-) "néz" a tir- tőből, és származék (vagy A-tövű) igék, amelyek szótöve -a-ra végződnek, és úgy alakulnak ki, hogy igeképzőt teszünk egy olyan alaphoz, mint a tulta- "megidéz" esetében, a *TUL "jön" tőből, vagy nem igei tőből származik, mint kúna- "hajlít", ami eredetileg melléknév volt: "hajlott".
Ezeket a ragozásokat nem Tolkien írta, de egy lehetséges ragozást mutat számos forrásból kikövetkeztetett információk alapján. Ezek az alakok viszonylag egységesek a kutatók körében:
|                       | Származék igék | Származék igék | Alap igék    | Alap igék |
| Egyes                 | Többes         | Egyes          | Többes       |           |
| Szótári alak          | tulta          | tulta          | tirë         | tirë      |
| Aorist/Egyszerű jelen | tulta          | tultar         | tirë (tiri-) | tirir     |
| Folyamatos jelen      | tultëa         | tultëar        | tíra         | tírar     |
| Múlt                  | tultanë        | tultaner       | tirnë        | tirner    |
| Jövő                  | tultuva        | tultuvar       | tiruva       | tiruvar   |
| Régmúlt               | utultië        | utultiër       | itírië       | itíriër   |

### Névmások
Mint a quenya nyelvtan összes részét, Tolkien ezt is folyamatosan átdolgozta. A következő táblázat főleg két forrásból származik kb. 1968–69 közöttről, és nem tükrözi a névmások állapotát az azok előtti időkből.
| Alak              | Hosszú alak        | Rövid alak | Független | Birtokos   |
| E./1.             | -nye               | -n         | ní        | -(i)nya    |
| E./2. tegezés     | -tye               | --         | tyé       | -tya       |
| E./2. magázás     | -lye               | -l         | lyé       | -lya       |
| E./3.             | -se                | -s         | sé/sá     | -rya       |
| Általános alany   | --                 | --         | --        | -ya        |
| T./1.             | -lve/-lwe          |            | vé (< wé) | -lva/-lwa  |
| T./1. kizáró      | -lme               |            | mé        | -lma       |
| T./2.             | -lde               |            | lé        | -lda       |
| T./3.             | -lte/-nte          |            | té        | -lta/-ntya |
| Ált. alany tsz.   | -r                 | --         | --        | -rya       |
| K./1.             | -ngwe/-ince/-inque |            | wet       | -ngwa      |
| K./1. kizáró      | -mme               |            | met       | -mma       |
| K./2.             | -ste               |            | tyet/let  | -sta       |
| K./3.             | -ste/-tte          | -t         | tú        | -sta       |
| Ált. alany kettes | -t                 | --         | --        | -twa       |

### A határozószók
A quenyában a határozószóknak kétféle típusa van:
- egyszerű határozószók
- melléknevekből származó határozószók

Az egyszerű határozószók semmilyen más szóból nem eredeztethető, különálló szavak például:
sí "most"
aqua "teljesen"
Ezeknek a szavaknak a képzésére nincs szabály.
A következő szabályok felhasználásával képezünk határozót melléknevekből:
- Az -a végű melléknevek esetében -vë képzőt használunk

anda "hosszú" → andavë "hosszan"
tulca "erős" → tulcavë "erősen"
saila "bölcs" → sailavë "bölcsen"
- Az -ë végű melléknév -ivë képzőt kap:

morë "fekete" → morivë "feketén"
nindë "vékony" → nindivë "vékonyan"
mussë "puha" → mussivë "puhán"
- Az -n végű melléknév nem kaphatja meg a fenti képzőket, hiszen a quenyában nem létezik nv hangcsoport, tehát a képző az -mbë lesz:

firin "halott" → firimbë "halálos"
teren "karcsú" → terembë "karcsún"
Az alábbi határozószó képzése rendhagyó:
mára "jó" → vandë "jól"

### A határozói/melléknévi igenevek
A quenyában, mint az angolban is, valamilyen szinten keveredik a melléknévi, illetve a határozói igenév. A mondat szórendjétől függhet, hogy melyik igenévről van szó (sitting people – ülő emberek [melléknévi igenév]; the people are sitting – Az emberek "ülve vannak" [határozói igenév]). Ezért ezt a két igenevet a szócikk együtt tárgyalja.
A határozói/melléknévi igenév toldaléka a quenya nyelvben a -la. Pl.:falastala ("tajtékozva") /falasta- ("tajtékzik")/
Azok a magánhangzók, amelyeknek van hosszú időtartamú párjuk, megnyúlnak a szótő végén: például:hlapúla (szállva) /hlapu ("száll")/.
Alap igék esetén nemcsak a magánhangzó nyúlik meg, hanem egy '-a' kötőhang is megjelenik: sil-→ sílala ("ragyogva").
A magyarból kikopott régmúlt alak (például "kikopott vala") is jelen van a quenyában. A határozói igenév ezen alakját a -na, -ina képzőkkel képezzük. Pl.: car- → carna (csinált vala); rac- → rácina (törött vala). A szótő magánhangzója itt is megnyúlhat.
Ha a szótő "l"-re végződik, a toldalék -na toldalékból -da-vá módosul. mel- → melda ("szeretve vala").
A régmúlt alakot számban egyeztetjük a főnévvel (tehát az -a vég -e-re változik), viszont a jelen idejű határozói igenevet nem egyeztetjük (tehát a -la képző nem lesz -le).

## Mondatszerkezet

### Szenvedő szerkezet
A passzív melléknévi igenév jelző is lehet a mondatban, és a szenvedő szerkezetet is ezzel fejezzük ki.
A quenya nyelvben nincs igazi szenvedő szerkezet, hanem a ná igéhez teszünk hozzá egy ún. passzív melléknévi igenevet:
i coa ná carna "A ház megépült."
Többes számban:
i coar nar carnë "A házak megépültek"
A ná ige idejét megváltoztatva képezzük a múlt és a jövő idejű szenvedő szerkezetet:
i coa né carna "A ház felépült"
i coa nauva carna "A ház fel fog épülni"
Néha jobb a szenvedő szerkezet helyett a quen általános névmást használni:
quen cára coa
"Valaki éppen építi a házat".
A szenvedő szerkezet az alábbi módon kapcsolódik az aktív mondatszerkezethez:
i elda tencë i parma "A tünde írta a könyvet"
A tárgy (i parma) lesz az alany és az eredeti alany (i elda) határozó lesz:
i parma né técina i eldanen "A könyv a tünde által íródott."
Mint látható, a határozót eszközhatározói esettel fejezzük ki.
Tehát a szenvedő szerkezetben két eszközhatározó is megjelenhet: Az eredeti mondat alanya és egy normális eszközhatározó:
i parma né técina i eldanen i quessenen "A könyv egy tünde által, tollal íródott"
Ha a passzív melléknévi igenevet jelzőként használjuk, akkor is lehet cselekvő a mondatban:
i parma técina i eldanen né carnë "A tünde által írt könyv piros volt."
i nerinen carnë coar ataltier "Az emberek által épített házak összedőltek"

### Kívánságot kifejező mondatszerkezet
A quenya nyelvben a kívánságot kifejező mondatok a nai szóval kezdődnek.
A magyar nyelvben is kifejezhetjük kívánságainkat hasonlóképp például a "bárcsak" szó használatával:
nai hiruvalyes "bárcsak megtalálnád"
Viszont a magyar nyelvben alárendelő mondatra is fordíthatjuk a quenya nyelvű kívánságot:
nai tiruvantes "Remélem, meglátják/Azt kívánom, hogy meglássák"
Megjegyzés: a nai szót követő ige mindig jövő idejű.
A quenya nyelvben a jövő idejű mondatokat könnyedén kívánsággá alakíthatjuk:
hiruvan i malta "Megtalálom az aranyat"
→ nai hiruvan i malta "Remélem, megtalálom az aranyat"
caruvantes "meg fogják tenni"
→ nai caruvantes "Remélem, megteszik"
elda tuluva "egy tünde fog jönni"
→ nai elda tuluva "Remélem, egy tünde fog jönni"
A nai szó azt is jelenti, hogy "valószínűleg", tehát akkor használjuk, ha úgy gondoljuk, hogy valószínűleg megtörténik valami.
Létezik egy cé szó, ami nagyon hasonlít a nai szóhoz, de azt jelenti, "talán". Ezt s szót is használjuk jövő idővel:
cé caruvantes "talán megteszik"
Tehát a cé szóval azt fejezzük ki, hogy erősen kételkedünk valaminek a bekövetkeztében.

### Feltételes mondatszerkezet
A feltételes mondatok alatt a "ha…akkor" és az "amikor…akkor" szerkezetű mondatok értendők.
A quenya nyelvben az írë azt jelenti, "amikor", tehát ezzel a szóval fejezzük ki azt a feltételes mondatot, amikor valami biztosan bekövetkezik :
írë ceninyel, nan alassë "Amikor látlak, boldog vagyok"
Amikor az esemény nem biztosan következik be, a mai (vagy ai) szót használjuk a feltétel kifejezésére:
mai ceninyel, nán alassë "Ha látlak, boldog vagyok"
Vagyis nem biztos, hogy látni foglak.
Más mondatrészekkel kapcsolatos bizonytalanságot is kifejezhetünk, ebben az esetben nai-t vagy cé-t használunk a mondatrész végén:
írë ëar lumbor, liptuva nai "amikor felhős az ég, valószínűleg esni fog"
tuluvan cé, mai ëal coassë "Talán eljövök, ha otthon leszel"

### Névutók
A quenya nyelvben legalább kettő névutó van.
Az egyik ilyen a yá, ami azt jelenti, "valamennyi évvel ezelőtt":
neldë loar yá "három évvel ezelőtt"
A másik a pella "túl":
Númen pella "nyugaton túl"
A főnevet ragozhatjuk is:
elenillor pella "a csillagokon túlról"
Az Ó-Quenya nyelvben több névutó létezett, de ezek beagglutinálódtak a főnévbe, és toldalékká váltak (úgy, mint a magyar benne → -ban, -ben) például: ana → nna.

### Függő beszéd
A függő beszédet valaki mondanivalójának a továbbítására használjuk. A magyar nyelvben tárgyas összetett mondatokkal fejezzük ki (azt mondta, hogy…) Mint a magyar nyelvben, a quenya nyelvben sem hagyhatjuk el a kötőszót, viszont a quenya függő beszédben utalószó sincs (az utalószót a magyar nyelvben se jelöljük mindig).
A "hogy" kötőszónak a quenya sa felel meg:
merin sa haryalyë alassë "Azt szeretném, hogy boldog légy I wish/want (that) you are happy"
istan sa ëalyë sinomë "Tudom, hogy itt vagy"
A quenya függő beszédet másmilyen összetett mondatra is fordíthatjuk. A következő példában a sa ëalyë sinomë a mondat tárgya:
ná manë sa ëalyë sinomë "Jó, hogy itt vagy"
A függő beszédben az equë szó is megjelenhet:
equë Elendil sa tulles "Elendil azt mondta, eljön

## "Szövegemlékek"
A Namárië a leghosszabb (80 szavas) quenya nyelvű vers A gyűrűk urá-ban, de a regényben számos más quenya szórványok is fellelhetőek. Ilyenek Elendil Középföldére érkezésekor kimondott szavai (Et Eärello Endorenna utúlien. Sinome maruvan ar Hildinyar tenn' Ambar-metta!), vagy azok a szavak, amelyekkel Szilszakáll Celeborn-t és Galadriel-t köszöntötte (A vanimar, vanimálion nostari). Tolkien életében kiadott quenya szövegek az Oilima Markirya ("Az utolsó bárka"), a Nieninque, és az Earendel című szöveg, amiket az "A Secret Vice" (1982-ben újra kiadták a "The Monsters and the Critics"-ben) című tanulmány tartalmaz. A Narqelion című vers egy részlete Humphrey Carpenter Életrajzában jelent meg. Az Oilima Markirya 90 szavas terjedelmével a leghosszabb ismert quenya nyelvű szöveg.
A többi quenya nyelvű szöveg Tolkien halála után jelent meg:
- Katolikus imák fordításai (szerk. Wynne, Smith, Hostetter), amelyek az 1950-es években íródtak (Vinyar Tengwar, 2002)
- Ataremma változatai (Quenya Pater Noster) I-VI, VT 43, 4–26, TT 18 változatok
- Aia María (Ave Maria) változatok: I–IV, VT 43, 26–36, TT 18
- Litany of Loreto (Loretó litániája), VT 44, p. 11–20
- Ortírielyanna (Sub tuum praesidium) VT 4, p. 5–11
- Alcar i Ataren (Gloria Patri) VT 43, p. 36–38.
- Alcar mi tarmenel na Erun (Gloria in Excelsis Deo) VT 44, p. 31–38.
- "Oath of Cirion" (Cirion esküje), Unfinished Tales (magyarul A Gyűrű keresése), pp. 305, 317.
- Korai qenya szórványok Fragments, szerkesztők:Wynne és Gilson, PE 14 (2003)
- "Sí Qente Feanor and Other Elvish Writings" (Sí Qente Feanor és egyéb tünde-írások), szerk. Smith, Gilson, Wynne, and Welden, PE 15 (2004)
- A "Koivienéni" szentencia, VT 14 (1991)
- A "Two Trees" szentencia, VT 27 (1993)
- Fíriel's Song (Fíriel dala), LR p. 72 és "Alboin Errol's Fragments" (Alboin Errol szórványai), LR p. 47.
- "Ambidexters Sentence" többféle változata, készült 1968–1969 között, VT 49 (2007)

## Fordítás
- Ez a szócikk részben vagy egészben  a   quenya című angol Wikipédia-szócikk fordításán alapul.  Az eredeti cikk szerkesztőit annak laptörténete sorolja fel. Ez a jelzés csupán a megfogalmazás eredetét és a szerzői jogokat jelzi, nem szolgál a cikkben szereplő információk forrásmegjelöléseként.
- Ez a szócikk részben vagy egészben  a   quenya című francia Wikipédia-szócikk fordításán alapul.  Az eredeti cikk szerkesztőit annak laptörténete sorolja fel. Ez a jelzés csupán a megfogalmazás eredetét és a szerzői jogokat jelzi, nem szolgál a cikkben szereplő információk forrásmegjelöléseként.

## Külső hivatkozások
- Az angol Wikikönyvek quenya nyelvtana Bővebb információk a quenya nyelvről angolul
- The Elvish Linguistic Fellowship (Tünde Nyelvészeti Szövetség)
- Parma Eldalamberon
- Vinyar Tengwar
- Tünde kiejtési útmutató Archiválva 2008. december 19-i dátummal a Wayback Machine-ben
- Ardalambion (by Helge Kåre Fauskanger): Arda nyelvei, Leckék, etc.
- Parma Tyelpelassiva – Ezüst levelek könyve
- Gwaith-i-phethdain Wordsmiths Szövetsége. Quenya info Tolkienon túl is
- EldarinWiki Wiktionary projekt a tolkieni nyelvekhez